# Ryan Klapp
Ryan Klapp (10 gennaio 1993) è un calciatore lussemburghese, attaccante del Mondercange.

## Palmarès

### Club

#### Competizioni nazionali
- Campionato lussemburghese: 1

Fola Esch: 2014-2015